# Séneujols

Séneujols este o comună în departamentul Haute-Loire, Franța. În 2009 avea o populație de 296 de locuitori.